# アレウト語
アレウト語（アレウトご、アレウト語: Unangam Tunuu、英: Aleut language）またはアリュート語は、エスキモー・アレウト語族に属する言語である。
アリューシャン列島、プリビロフ諸島（アラスカ州）、コマンドルスキー諸島（ロシア領）に居住するアレウト族により話されている先祖伝来の言語である。
2007年の調査によると、話者数は約150人である。